# Profesionalka
Profesionalka je peti album hrvatske pjevačice Alke Vuice koji sadrži 14 pjesama.

## Pjesme
1. "Profesionalka" (Alka Vuica / Hrvoje Grčević – Alka Vuica – Hrvoje Grčević)
2. "Mač u kamenu" (Ante Pecotić – Ante Pecotić / Alka Vuica – Ante Pecotić)
3. "Da si sada tu" (Nikoz Kapbeaaz – Alka Vuica – Franjo Valentić)
4. "Nije lako" (Alka Vuica / Hrvoje Grčević – Alka Vuica – Hrvoje Grčević)
5. "Bolje bi ti bilo" (Hrvoje Grčević – Alka Vuica – Hrvoje Grčević)
6. "Casino" (Franjo Valentić – Faruk Buljubašić Fayo – Franjo Valentić)
7. "Od juga do sjevera" (Nikoz Kapbeaaz – Alka Vuica – Franjo Valentić)
8. "Pioniri" (Narodna / Alka Vuica / Franjo Valentić – Alka Vuica – Franjo Valentić)
9. "Ko se samnom druži" (Franjo Valentić – Alka Vuica – Franjo Valentić)
10. "Šta te briga..." (Vladimir Pavelić Bubi – Alka Vuica – Hrvoje Grčević)
11. "Kriva" (Alka Vuica – Alka Vuica – Franjo Valentić)
12. "Ratuj" (Alka Vuica – Alka Vuica – Franjo Valentić)
13. "Đelem" (narodna / Alka Vuica – Alka Vuica – Hrvoje Grčević)
14. "Ružica" (Goran Bregović – Goran Bregović – Goran Bregović)